# Illionaire Records
Illionaire Records（韓語：일리네어 레코즈）是由說唱歌手The Quiett和Dok2於2011年1月所創立的一間韓國獨立唱片公司。儘管其規模小，由於旗下說唱歌手的高知名度，Illionaire Records被認為是韓國最有影響力的嘻哈唱片公司之一。

## 歷史
說唱歌手兼好友的The Quiett和Dok2於2011年1月1日成立Illionaire Records，翌年簽約說唱歌手Beenzino。The Quiett於雜誌Complex接受訪問時透露，他希望創立一間細規模的唱片公司，以避開傳統韓國流行音樂的主流唱片公司之體制 。他說︰「主流唱片公司會先將藝人掙到的錢支付老闆、經紀人和工作人員的薪金。在我們的情況下，我們就是老闆。」Illionaire Records只有一名員工以及旗下所有說唱歌手不會受合同約束。
由於Dok2與韓裔美國歌手和說唱歌手Jay Park的許多合作，Illionaire Records在頭幾年非常受歡迎。

Illionaire Records於2012年的夏天在韓國舉行了巡迴演唱會。 在11月11日，三位藝人發佈了free track"Illionaire Gang"，以配合他们的"Illionaire Day Concert"。
在2014年，Illionaire Records於5月21日在紐約舉辦的"Asian Music Festival Summer Concert"。 同年夏天，Illionaire Records還發佈了一張彙編專輯，題為"11:11"。
Dok2和The Quiett代表Illionaire Records錄製Hiphop選秀節目Show Me The Money第3季，他們是優勝者Bobby (iKON)的製作人，以及第5季季軍Superbee的製作人。

## 旗下藝人
Illionaire Records
- The Quiett
- Beenzino（英语：Beenzino）

Ambition Musik
- Keem Hyoeun
- Changmo
- Hash Swan
- ASH ISLAND
- Leellamarz
- Way Ched
- ZENE THE ZILLA